# BMW F650
La BMW F650 è una motocicletta prodotta dalla casa motociclistica tedesca BMW, la cui prima presentazione risale al 1993 e la cui produzione è terminata nel 2001,in quanto affiancata nel 2000 dalla sostituta BMW F650 GS.
Sviluppata insieme all'Aprilia, i modelli sono stati prodotti negli stabilimenti italiani di Noale, insieme all'Aprilia Pegaso.

## Contesto
La F650 è la motocicletta capostipite della famiglia moderna dei monocilindrici BMW. L'ultimo modello era stata la BMW R27. Nasce per riempire una fascia di mercato meno premium rispetto ai modelli prodotti fino a quel momento.
Fu introdotta in Europa nel 1993 e negli Stati Uniti nel 1997.
La moto è dotata del motore austriaco 652 cc monocilindrico Rotax 4 tempi con carburatore Mikuni doppio corpo da 33mm. È stata la prima BMW ad essere dotata della trasmissione a catena, dal 1997 dispone della marmitta catalitica.
Dal 1995 il modello F650 venne proposto in due versioni: F650 "Funduro" e F650 ST. La prima manteneva le caratteristiche simili al modello precedente, mentre la seconda era pensata per i viaggi stradali: ruota da 17 all'anteriore, minore altezza e cupolino più basso e disegno del battistrada più stradale.
Nel 2000, BMW lancia la F650GS come erede della F650 Funduro, e la F650CS Scarver che aveva trasmissione a cinghia e design avveniristico, per sostituire la Strada. La scarver aveva vari accessori da inserire in un vano collocato sopra il serbatoio. Fra questi anche la possibilità di inserire la radio, Il più comune era un bauletto per gli oggetti di prima necessità. Nel 2001 cessa la produzione del modello F650.
L'impianto frenante era composto da freno a disco singolo sia all'anteriore che al posteriore, prodotti dalla Brembo.